# Csola királyok listája
Az alábbi lista az India déli részén elhelyezkedő Csola királyság uralkodóit (az úgynevezett Csola-dinasztia tagjai) tartalmazza.

## Korai Csola királyok (100k. –200k.)
- Ilamcetcenni 100 körül
- Karikala Csola 120 körül
- Nedunkilli
- Nalankilli
- Killivalavan
- Kopperuncsolan
- Kocengannan
- Perunarkilli
- Interregnum (kb. 200 – 848)

## Középkori Csola királyok (848–1070)
- Az uralkodók nevében a Csola személynév – de méltóságnév is.

| Uralkodó                              | Uralkodott  | Eredeti (tamil) név | Megjegyzés |
| ------------------------------------- | ----------- | ------------------- | ---------- |
| Vidzsajalaja Csola                    | 848 – 871   | விஜயாலய சோழன்           |            |
| I. Aditja Csola                       | 871 – 907   | முதலாம் ஆதித்த சோழன்       |            |
| I. Parántaka Csola                    | 907 – 955   | முதலாம் பராந்தக சோழன்      |            |
| Gandaraditja Csola                    | 955 – 956   | கண்டராதித்ய சோழன்         |            |
| Arindzsaja Csola                      | 956 – 957   | அரிஞ்சய சோழன்           |            |
| Szundara Csola (=II. Parántaka Csola) | 957 – 973   | சுந்தர சோழன்            |            |
| Madhurántaka Uttama Csola             | 973 – 985   | உத்தம சோழன்            |            |
| I. Rádzsarádzsa Csola                 | 985 – 1012  | முதலாம் இராஜராஜ சோழன்      |            |
| I. Rádzsendra Csola                   | 1014 – 1044 | முதலாம் இராசேந்திர சோழன்     |            |
| Radzsadhiradzsa Csola                 | 1018 – 1054 | முதலாம் இராஜாதிராஜ சோழன்     |            |
| II. Rádzsendra Csola                  | 1054 – 1063 | இரண்டாம் இராஜேந்திர சோழன்    |            |
| Virarádzsendra Csola                  | 1063 – 1070 | வீரராஜேந்திர சோழன்         |            |
| Athirádzsendra Csola                  | 1067 – 1070 | அதிராஜேந்திர சோழன்         |            |

## Késői (Csálukja) Csola királyok (1070–1279)
| Uralkodó                 | Uralkodott  | Eredeti (tamil) név | Megjegyzés |
| ------------------------ | ----------- | ------------------- | ---------- |
| I. Kulothunga Csola      | 1070 – 1122 | முதலாம் குலோத்துங்க சோழன்     |            |
| Vikrama Csola            | 1118 – 1135 | விக்ரம சோழன்            |            |
| II. Kulothunga Csola     | 1133 – 1150 | இரண்டாம் குலோத்துங்க சோழன்    |            |
| II. Rádzsarádzsa Csola   | 1146 – 1163 | இரண்டாம் இராஜராஜ சோழன்     |            |
| II. Rádzsadhiádzsa Csola | 1163 – 1178 | இரண்டாம் இராஜாதிராஜ சோழன்    |            |
| III. Kulothunga Csola    | 1178 – 1218 | மூன்றாம் குலோத்துங்க சோழன்     |            |
| III. Rádzsarádzsa Csola  | 1216 – 1256 | மூன்றாம் இராஜராஜ சோழன்      |            |
| III. Rádzsendra Csola    | 1246 – 1279 | மூன்றாம் இராஜேந்திர சோழன்     |            |